# 兆湖苑
兆湖苑（英語：Siu Wu Court）是香港房屋委員會一個興建中的居屋屋苑，位於屯門區龍門路75號。
屋苑由房屋署總建築師（3）負責總體設計、關黃建築師有限公司負責細部設計，並由安保工程承建，預計於2027年4月30日完工。

## 歷史
此屋苑原為湖山遊樂場西部用地。應政府增建公營房屋政策，規劃署於2018年申請改劃數幅屯門區用地作住宅用途，當中包括上述用地。其後，屋苑用地平整工程於2021年展開。

## 屋苑資料
屋苑設有三座，設38-39層不等，共提供2,768伙單位，單位面積介乎於297-480平方呎。
此屋苑納入「居屋2024」發售 ，於2024年9月簽立地契，10月3日至23日間接受申請，其後於同年12月12日攪珠，翌年5月29日開始揀樓。

### 樓宇
| 樓宇名稱（座號） | 樓宇類型                    | 落成年份 | 樓宇層數 | 每層伙數 | 單位總數（伙） | 建築師                                 | 總承建商 （地基承建商） | 提供升降機的廠商 |
| ---------------- | --------------------------- | -------- | -------- | -------- | -------------- | -------------------------------------- | ----------------------- | ---------------- |
| 待補（A座）      | 非標準設計大廈 （Y型）      | 2027年   | 39       | 16       | 608            | 房屋署總建築師（3） 關黃建築師有限公司 | 安保工程 （金門建築）   | 三菱電機         |
| 待補（B座）      | 非標準設計大廈 （十字長型） | 2027年   | 38       | 30       | 1050           | 房屋署總建築師（3） 關黃建築師有限公司 | 安保工程 （金門建築）   | 三菱電機         |
| 待補（C座）      | 非標準設計大廈 （十字長型） | 2027年   | 39       | 30       | 1110           | 房屋署總建築師（3） 關黃建築師有限公司 | 安保工程 （金門建築）   | 三菱電機         |

### 配套設施
A座基座設有幼稚園、長者日間中心及特殊幼兒中心各一間，另B、C座基座分別設停車場，以及商舖、管業處、安老院及體弱長者照顧服務中心，另休憩設施分佈於後兩座平台。
其他配套方面，屋苑毗鄰輕鐵輕鐵車廠站及巴士站，以及新屯門中心；而屋苑附近亦設有湖山遊樂場及屯門康樂體育中心。

## 施工圖集

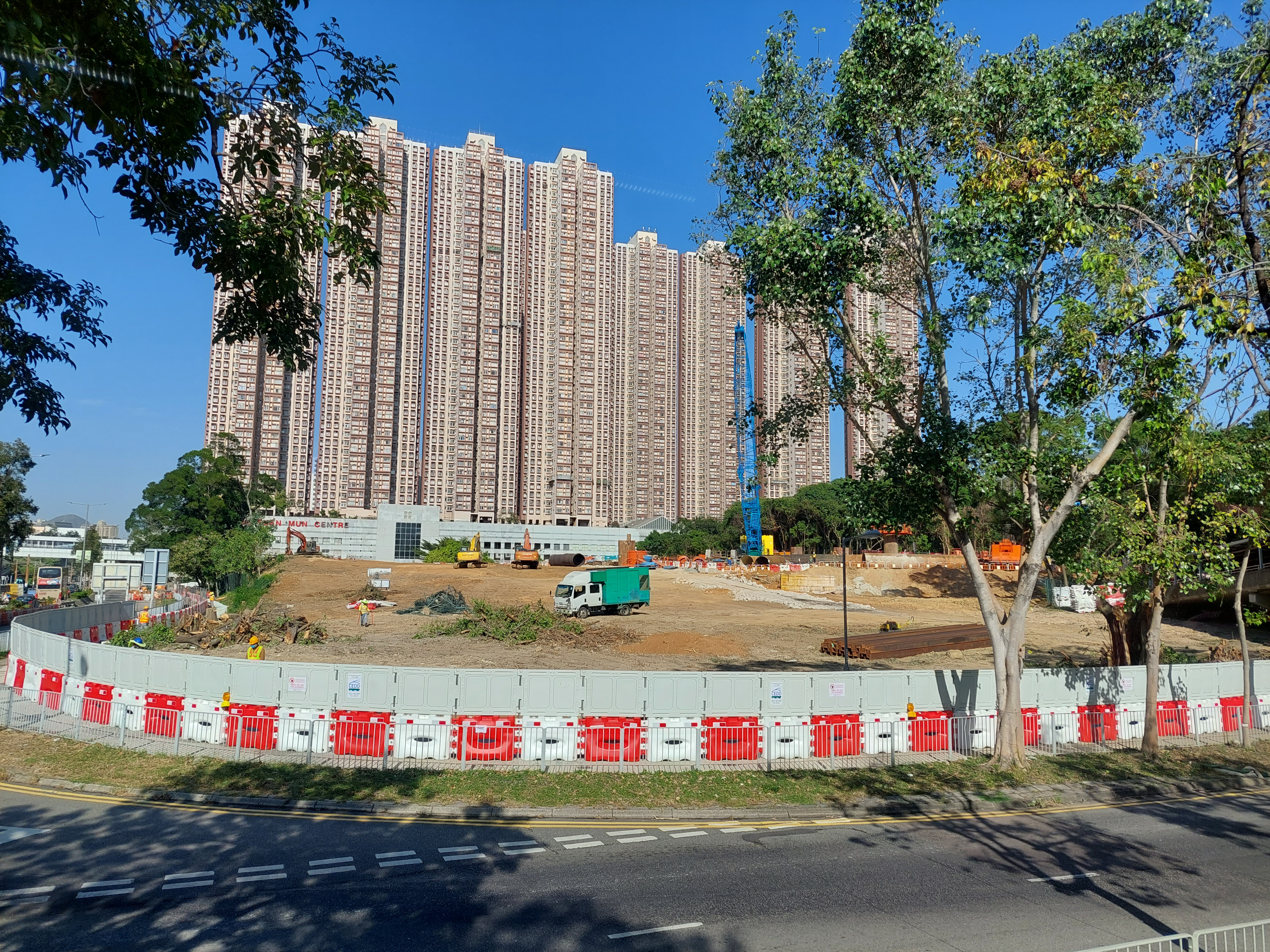
正在平整用地，2021年12月
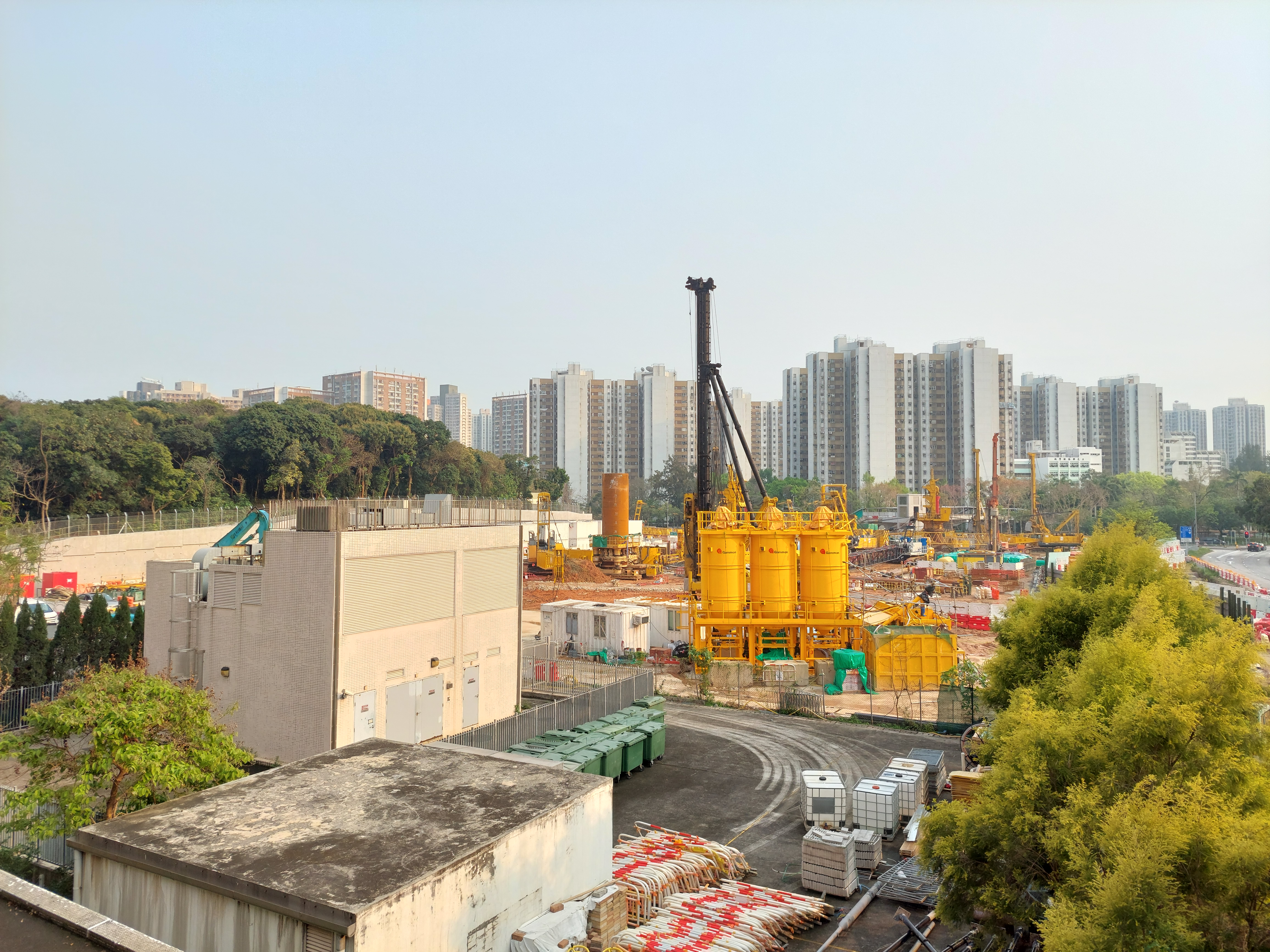
開始地基工程，2023年4月
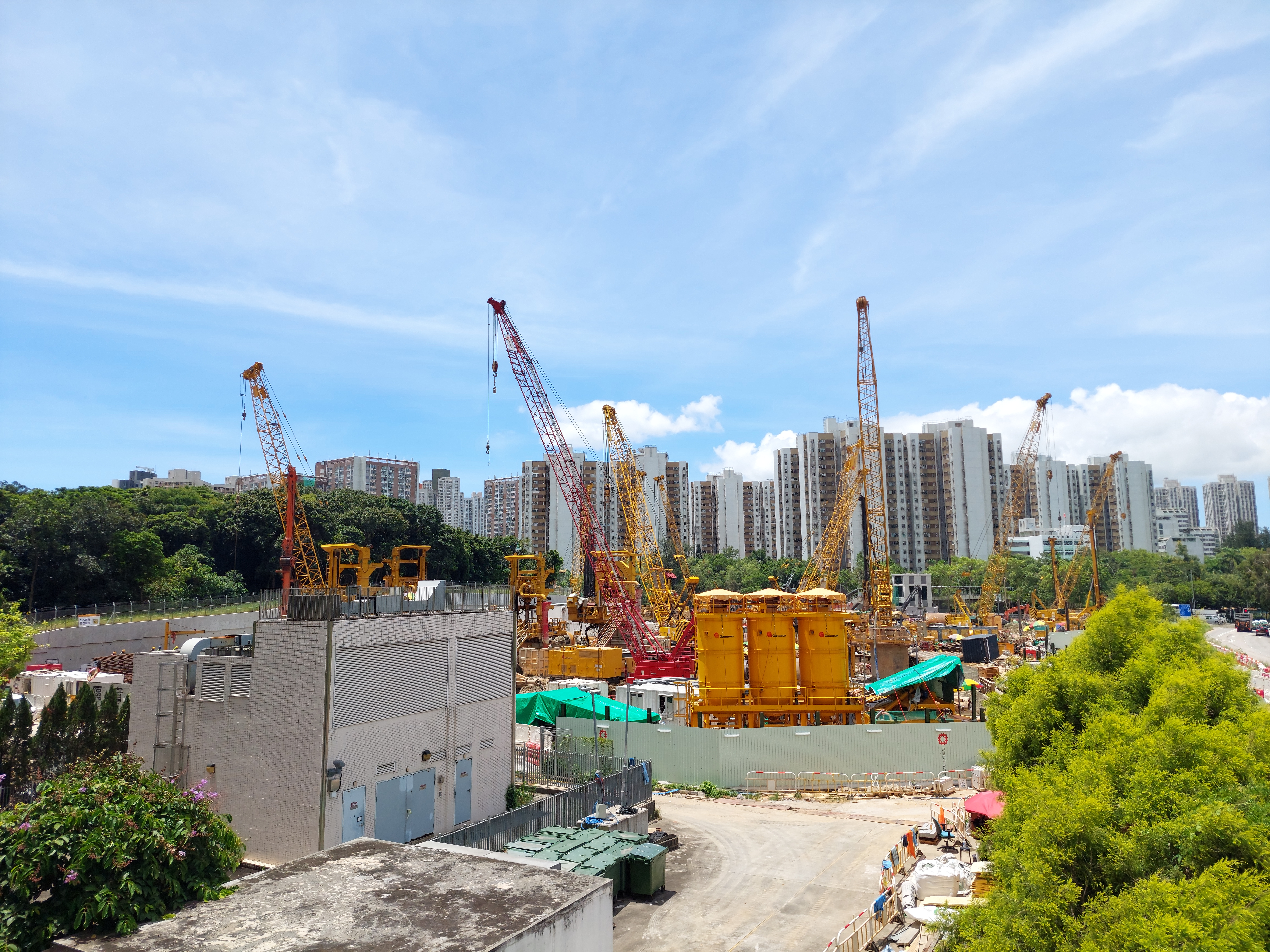
2023年7月
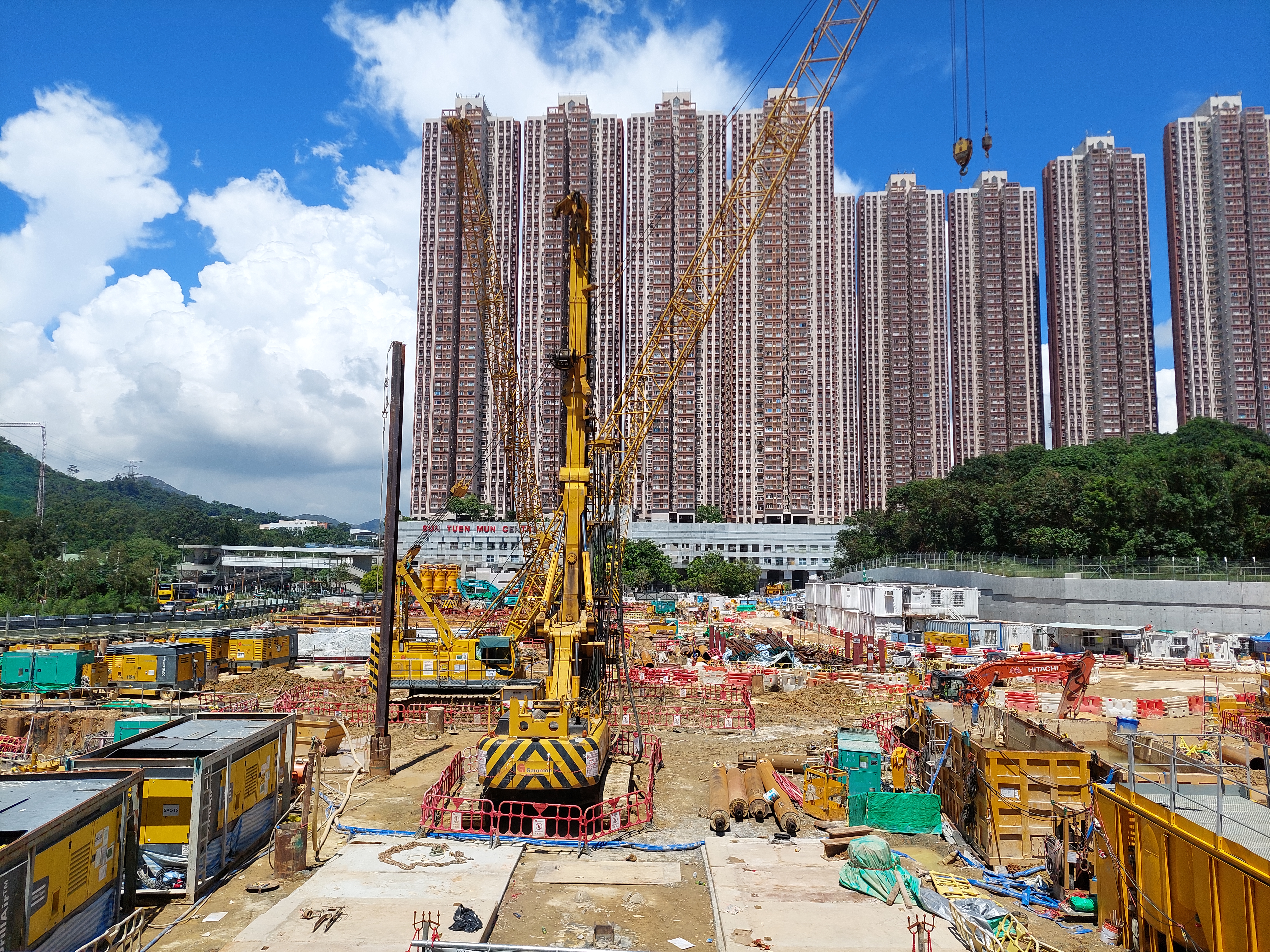
2023年9月
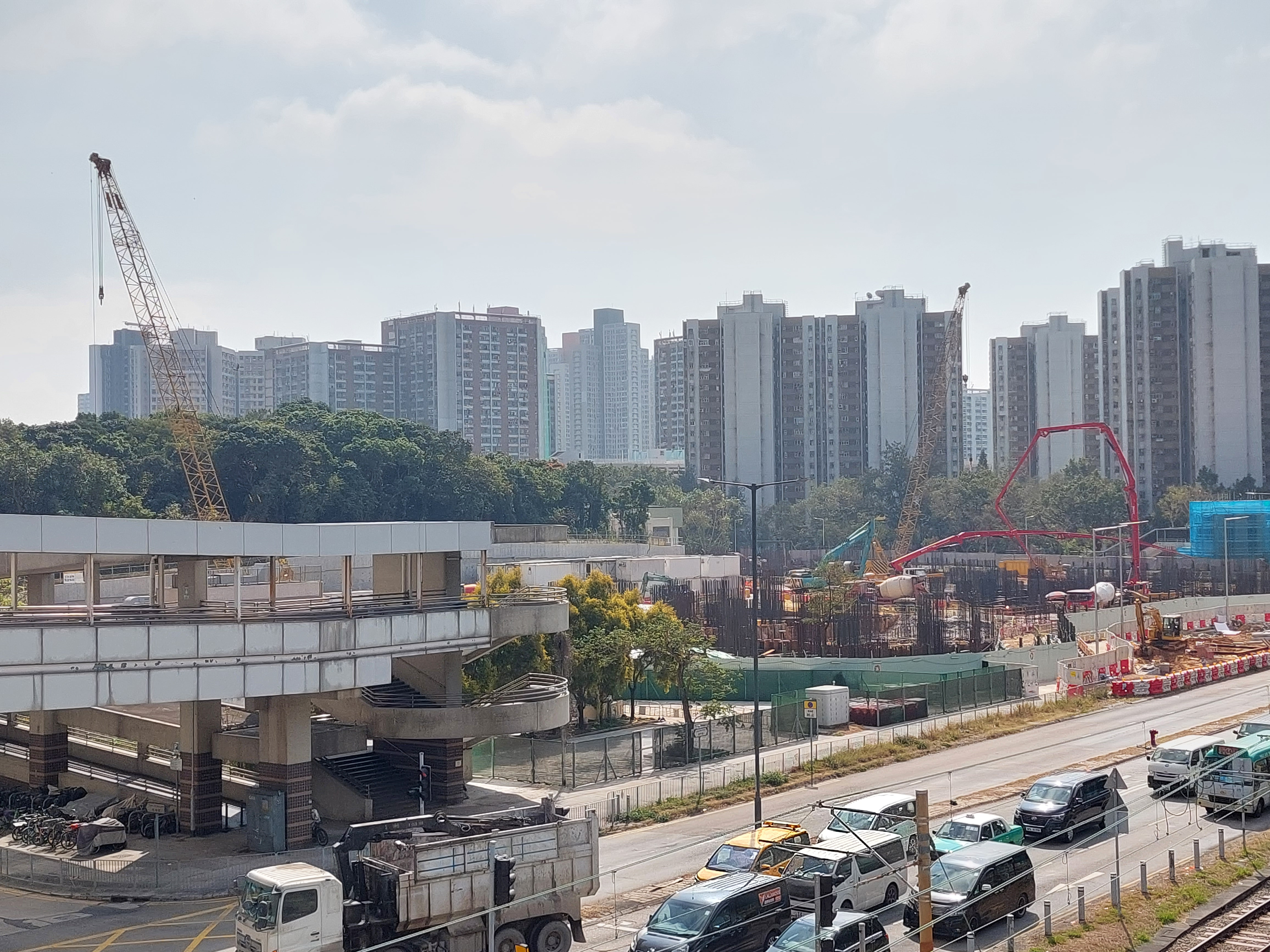
正在澆築樁帽，2024年1月
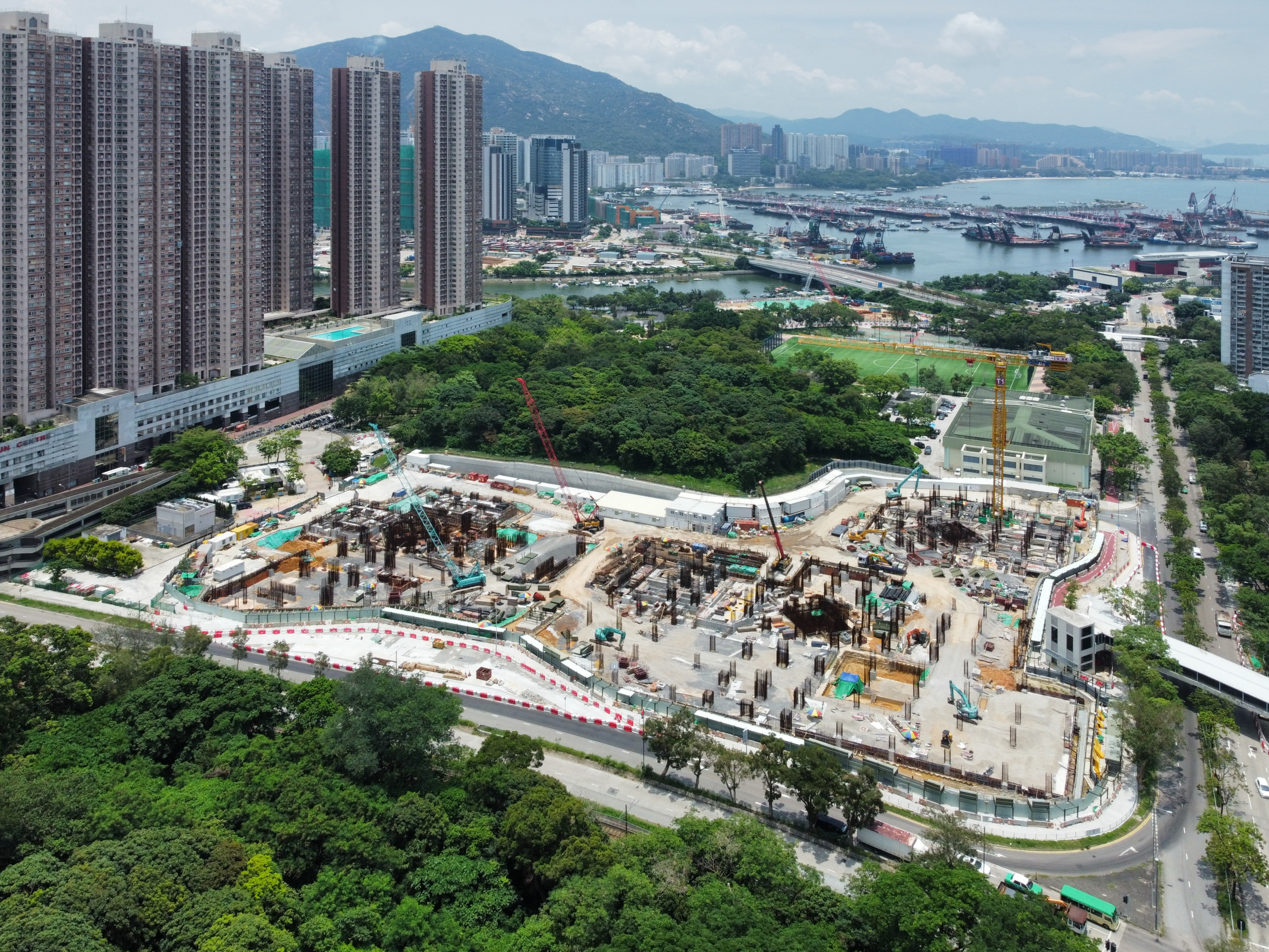
開始上蓋工程，2024年6月
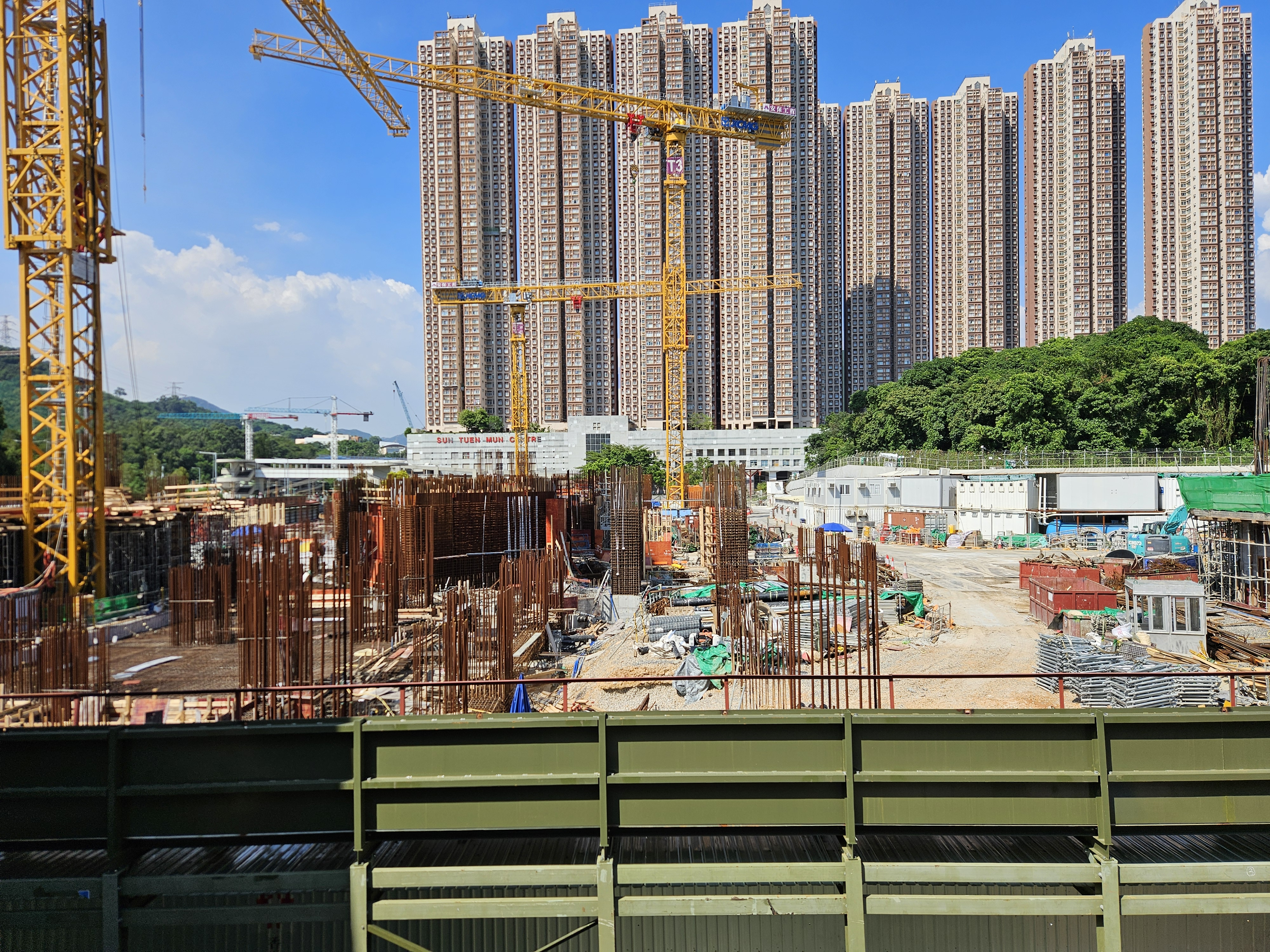
2024年9月
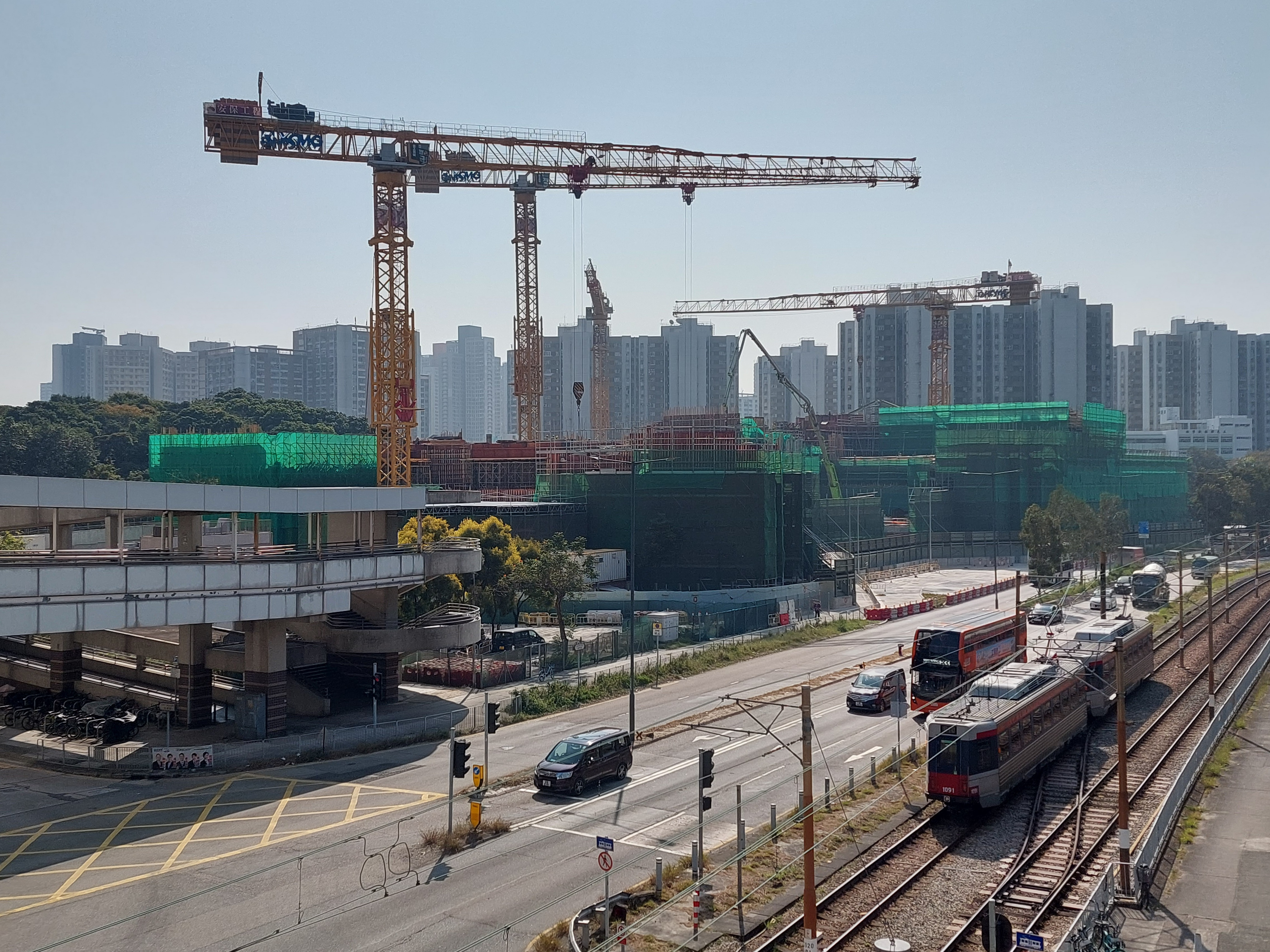
2024年12月
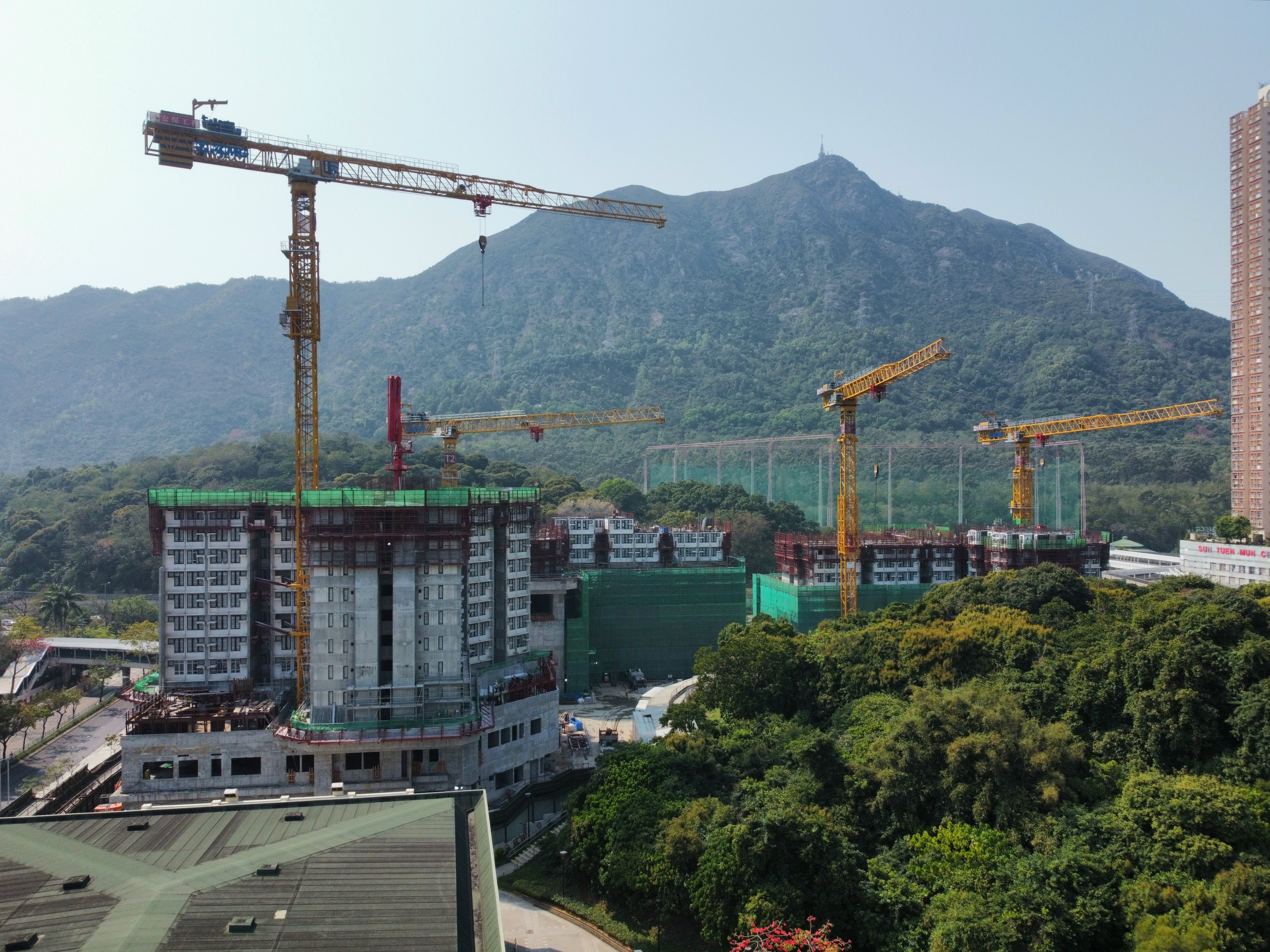
2025年3月
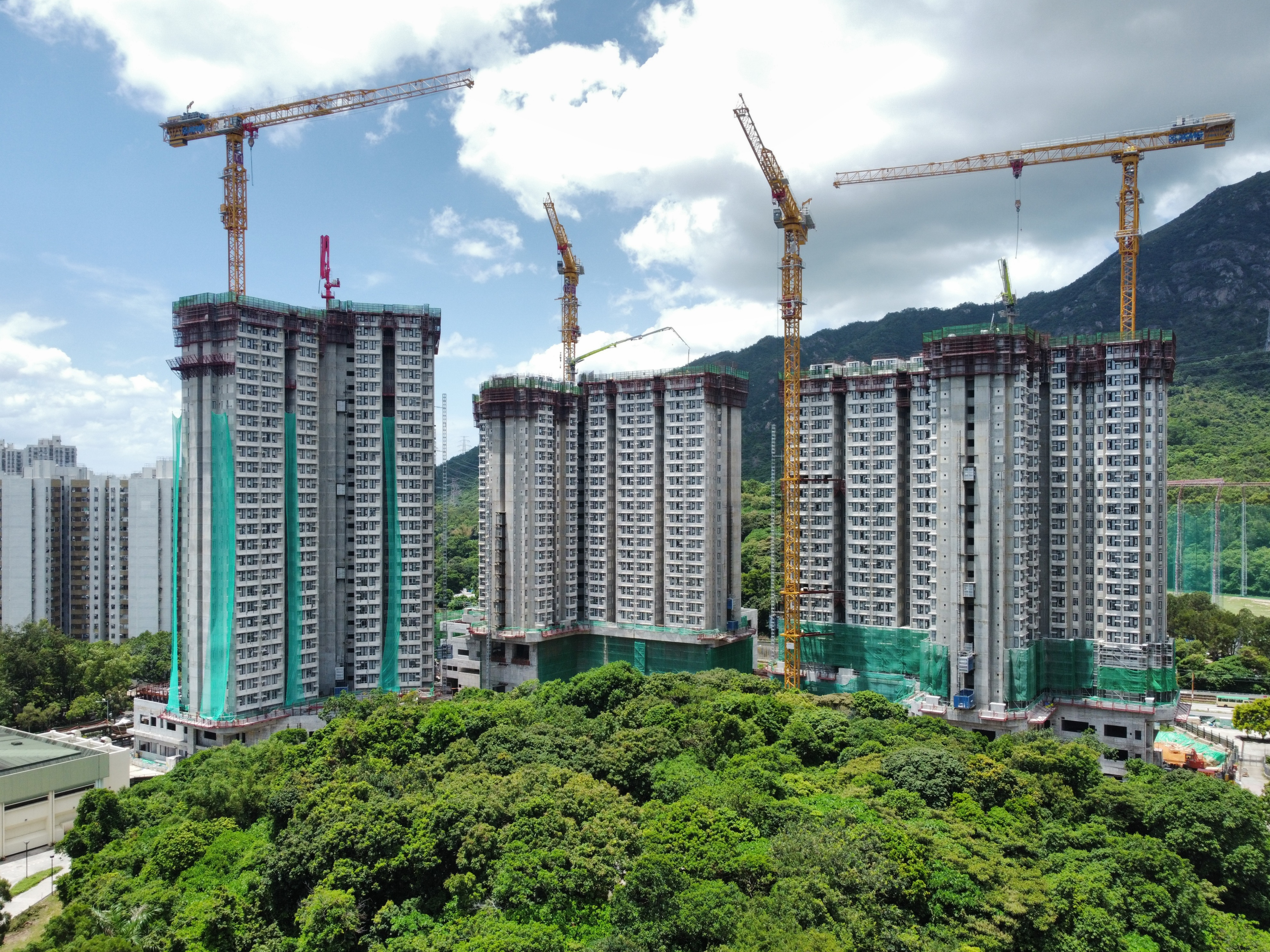
2025年8月

## 鄰近地方
- 重置屯門游泳池（興建中）
- 新屯門中心
- 湖山遊樂場
- 屯門康樂體育中心
- 湖景邨、兆山苑

## 註解
1. ↑  進入網頁後，選擇「屯門區」及「2024」，即可見相關批地紀錄。
2. ↑  不包括地庫、地下及天台